# Manzana Postobón Team
El Manzana Postobón Team (Código UCI: MZN) fue un equipo ciclista profesional colombiano de categoría Profesional Continental a partir de la temporada 2017 bajo la dirección de la corporación Pedaleamos por Colombia enfocado en competencias internacionales, nacionales y regionales.
El 24 de mayo de 2019, el equipo anunció su desaparición de manera inmediata debido a los casos de dopaje de sus corredores Juan José Amador y Wilmar Paredes.

## Historia
Fue creado en 2007 como equipo Continental y con el nombre de Colombia es Pasión Team (y posteriormente llamado Colombia es Pasión-Coldeportes). En 2010 empezó a ser también patrocinado por Café de Colombia (Café de Colombia-Colombia es Pasión), con la intención de rememorar éxitos pasados. A finales de 2010 entró como patrocinador 4-72 (red postal de Colombia) por lo que solían introducir dicho patrocinador en el nombre del equipo a pesar de que oficialmente no fuera así, especialmente para las carreras sudamericanas. Logró adquirir la licencia como equipo Profesional Continental a partir del 1 de enero de 2011, lo que le daría acceso a correr el Tour de Francia, Giro de Italia, la Vuelta a España y las demás carreras del UCI WorldTour (máxima categoría del ciclismo en ruta, llamado anteriormente UCI World Calendar y UCI ProTour), aunque finalmente solo fue invitado a la Vuelta a Cataluña.
A finales de 2011 y tras el retiro del patrocinador Coldeportes, el equipo dejó de ser categoría profesional y se enfocó en la preparación de ciclistas sub-23, retornando a la categoría Continental en 2013. Nuevamente a finales de 2014 la junta directiva del equipo confirmó que el equipo deja de ser categoría Continental pero continuará con una plantilla de corredores más pequeña enfocado netamente a la búsqueda de nuevos jóvenes talentos.
En 2015 el equipo cambia a un nuevo patrocinador de la marca de bebidas gaseosas Postobón, con el objetivo de retomar la grandeza que tuvo el equipo de ciclismo Manzana Postobón durante los años 80 y volverlo a convertir en el referente del ciclismo colombiano, con su nueva dinámica de apoyo al deporte de la Corporación Pedaleamos por Colombia.
De nuevo en la temporada 2016 el equipo regresa a la categoría Continental para forjar una nueva era del pedalismo nacional, y ganar la experiencia con nuevos corredores que luchen por ese objetivo y el sueño que va más allá, ser equipo profesional continental en el 2017.
Para 2017 el equipo fue aceptado por la UCI para ascender a la categoría Profesional Continental, permitiéndole al equipo rosa aspirar a diferentes invitaciones para participar en las principales carreras del World Tour. Así el equipo fue invitado para participar en la Vuelta a España 2017.

### 2007-2010: Modesto equipo Continental
Los primeros años estaba registrado en la categoría Continental (tercera y última división) por lo que la mayoría de su calendario transcurría en Sudamérica a excepción de algunas "excursiones" por suelo europeo (especialmente en España) donde suelen ser los animadores de esas carreras mostrando un gran nivel en las pruebas montañosas.
Durante estos años los corredores más destacados fueron: Luis Felipe Laverde (que ya venía con experiencia de correr en equipos italianos), Sergio Henao (estuvo dos años), Fabio Duarte (que en 2011 fichó por el Team Geox-TMC) y Nairo Quintana.

### 2010: Victorias importantes en Europa
En 2010, tras obtener buenos resultados en Europa en los que destacaron la victoria en el Tour del Porvenir y Circuito Montañés, además de buenos resultados en carreras de una categoría superior a las anteriores como la Subida al Naranco y Vuelta a Asturias, hubo rumores de una posible invitación a la Vuelta a España hecho que era inviable ya que el equipo colombiano no cumplía los requisitos.
Por ello, de cara a la siguiente temporada, decidieron pedir licencia para competir en una categoría superior, Profesional Continental, lo que le daba acceso a correr todas las carreras de máximo nivel, incluidas las Grandes Vueltas, aunque para ello debiesen renunciar a las carreras de última categoría fuera de su país. Tras unos pequeños problemas debido a que el Gobierno de Colombia no podía poner como aval dinero no presupuestado consiguieron dicho ascenso de categoría.

### 2011: Profesional Continental
La expectativa ante el ascenso de categoría, finalmente no se vio del todo reflejada en cuanto a la participación del equipo en las carreras de máxima categoría (UCI WorldTour). De las 27 pruebas que integraron el calendario, a la única que fue invitado fue a la Volta a Cataluña. En esa competición logró una meritoria participación, ya que Nairo Quintana ganó la clasificación de la montaña y por equipos se ubicó 7º (delante de equipos como Saxo Bank Sungard, Astana, Liquigas, Leopard-Trek). También participó de varias competiciones del UCI Europe Tour como la Settimana Coppi e Bartali, el Giro de los Apeninos y el Giro del Trentino en Italia, la Vuelta a Castilla y León, la Vuelta a Burgos o la Klasika Primavera en España y el Tour de Limousin, Tour de Poitou-Charentes en Francia entre otros. Pero no logró victorias destacadas hasta septiembre cuando Esteban Chaves ganó el Tour del Porvenir revalidando el título obtenido en 2010
Poco después de ese triunfo, uno de los principales patrocinadores (Coldeportes), anunció que dejaba al equipo debido a los bajos resultados del Colombia es Pasión para formar otro de categoría continental profesional, el Colombia-Coldeportes. Esto llevó a que el presupuesto se redujera y que no pudiese mantener la categoría para 2012 y que gran parte de la plantilla firmara contrato con el nuevo equipo. En un principio se anunció que el equipo continuaría, pero descendiendo a la categoría continental y enfocado en ciclistas sub-23, pero finalmente se confirmó que para 2012 dejaba de ser equipo profesional pasando a ser aficionado bajo el nombre de 4-72 Colombia es pasión.

### 2015
En este año el equipo desciende a categoría amateur al no lograr conseguir el presupuesto suficiente para mantenerse como profesional. En el mes de febrero la corporación Pedaleamos por Colombia, entidad que desde hace 10 años trabaja en la dirección del equipo, logra conseguir un nuevo patrocinador principal bajo la marca de bebidas gaseosas Postobón, con el objetivo de retomar la grandeza que tuvo el equipo de ciclismo Manzana Postobón durante los años '80 y volverlo a convertir en el referente del ciclismo colombiano, teniendo como base al anterior equipo de ciclismo 4-72.

### 2016
Nuevamente el equipo regresa a la categoría Continental donde dedica sus esfuerzos en forjar una nueva era del pedalismo nacional e internacional y el espacio perfecto para luchar por objetivos más grandes, con una nómina de ciclistas más versátil y compacto en la montaña, con la idea de lograr protagonismo en las carreras de Europa.
Sobre el final de temporada se anunció que el equipo aplicó y fue aceptado ante la UCI para subir a la categoría Profesional Continental para 2017, este sería el regreso de un equipo colombiano a la segunda división del ciclismo.
Adicionalmente, a partir de 2017 el equipo contara con un grupo de ciclistas alternos para correr en el calendario nacional, este equipo se convierte en una especie de cantera para la escuadra principal que enfocara toda la concentración y esfuerzo al calendario de las principales carreras del ciclismo mundial.

### 2017
Inicia la temporada en la segunda división de categoría Profesional Continental donde ha sido reconocido siempre por ser un equipo de procesos. Basado en su filosofía de trabajo con los corredores juveniles ha logrado escalar en el ciclismo nacional e internacional, obteniendo en poco tiempo el visto bueno de la Unión Ciclista Internacional para ir ascendiendo de categoría. El calendario de la temporada 2017 ya tiene las carreras que le darán el punto de partida al Manzana Postobón Team, entre las cuales se encuentran la Vuelta al Algarve y la Vuelta al Alentejo en Portugal, así como su primera carrera UCI WorldTour con la Volta a Cataluña en España.. El equipo también participa en la Vuelta a España 2017.

### 2018
El equipo tuvo varios cambios a nivel administrativo como deportivos. Se anuncia la salida de Luisa Fernanda Ríos como gerente del equipo, quien durante 10 años permaneció al frente del equipo, en su lugar llegó Alejandro Restrepo como reemplazo para gerente del equipo rosa. Adicionalmente, el equipo definió la nómina para llevar la temporada 2018 con 17 ciclistas (13 élite y 4 sub-23), quienes son los encargados de representar el color rosa del equipo en las diferentes competencias en las que participen. La novedad más importante es la reincorporación del ciclista Fabio Duarte, quien ya estuvo compitiendo durante la temporada 2010 con el Café de Colombia-Colombia es Pasión. En 2018 se rencontrará de nuevo con Luis Fernando Saldarriaga en el Manzana Postobón, en donde buscaba retomar ese gran nivel que mostró en temporadas anteriores.

## Corredor mejor clasificado en las Grandes Vueltas
| Año  | Giro de Italia              | Tour de Francia             | Vuelta a España             |
| ---- | --------------------------- | --------------------------- | --------------------------- |
| 2007 | -                           | -                           | -                           |
| 2008 | -                           | -                           | -                           |
| 2009 | -                           | -                           | -                           |
| 2010 | -                           | -                           | -                           |
| 2011 | -                           | -                           | -                           |
| 2012 | No es un equipo profesional | No es un equipo profesional | No es un equipo profesional |
| 2013 | -                           | -                           | -                           |
| 2014 | -                           | -                           | -                           |
| 2015 | No es un equipo profesional | No es un equipo profesional | No es un equipo profesional |
| 2016 | -                           | -                           | -                           |
| 2017 | -                           | -                           | 37.º Hernán Aguirre         |
| 2018 | -                           | -                           | -                           |
| 2019 | -                           | -                           | -                           |

## Material ciclista
El equipo utiliza bicicletas de la marca Gios, equipadas con grupos y ruedas Shimano Dura-Ace, SRM Power Control, cascos Catlike y equipamiento deportivo Suarez Clothing.

## Sede
El equipo tiene dos sedes, la principal está en Medellín (Calle 42 #63C-60, Barrio Conquistadores) y otra en Bogotá (Carrera 21 #39A-69 Oficina 403, Barrio La Soledad)

## Clasificaciones UCI
A partir de 2005 la UCI instauró los Circuitos Continentales UCI, donde el equipo está desde que se creó en 2007, registrado dentro del UCI America Tour. Estando en las clasificaciones del UCI America Tour Ranking y UCI Europe Tour Ranking. Las clasificaciones del equipo y de su ciclista más destacado son las siguientes:
| Temporada                | Clasificación por equipos | Mejor corredor en la clasificación individual | Posición |
| 2006-2007 (America Tour) | 12º                       | Wilson Marentes                               | 74.º     |
| 2006-2007 (Europe Tour)  | 125.º                     | Óscar Eduardo Sánchez                         | 967º     |
| 2007-2008 (America Tour) | 7º                        | Fabio Duarte                                  | 18º      |
| 2007-2008 (Europe Tour)  | 95.º                      | Jarlinson Pantano                             | 378º     |
| 2008-2009 (America Tour) | 8º                        | Sergio Henao                                  | 31.º     |
| 2008-2009 (Europe Tour)  | 55.º                      | Sergio Henao                                  | 150.º    |
| 2009-2010 (America Tour) | 19º                       | Camilo Suárez                                 | 92.º     |
| 2009-2010 (Europe Tour)  | 44.º                      | Fabio Duarte                                  | 86.º     |
| 2010-2011 (America Tour) | 19º                       | Luis Felipe Laverde                           | 63.º     |
| 2010-2011 (Europe Tour)  | 55.º                      | Robinson Chalapud                             | 276.º    |
| 2012-2013 (America Tour) | 12º                       | Edson Calderón                                | 37.º     |
| 2012-2013 (Europe Tour)  | 58.º                      | Juan Ernesto Chamorro                         | 282.º    |
| 2013-2014 (America Tour) | 13º                       | Juan Pablo Villegas                           | 21º      |
| 2013-2014 (Europe Tour)  | 89.º                      | Bernardo Suaza                                | 214.º    |
| 2015 (America Tour)      | -                         | Wilmar Paredes                                | 150.º    |
| 2016 (America Tour)      | 40.º                      | Juan Sebastián Molano                         | 316.º    |
| 2016 (Europe Tour)       | 90.º                      | Aldemar Reyes Ortega                          | 661.º    |
| 2017 (America Tour)      | 12º                       | Juan Sebastián Molano                         | 18º      |
| 2017 (Europe Tour)       | 35.º                      | Juan Sebastián Molano                         | 275.º    |
| 2018 (America Tour)      | 10º                       | Juan Sebastián Molano                         | 4º       |
| 2018 (Asia Tour)         | 8º                        | Hernán Aguirre                                | 6º       |
| 2018 (Europe Tour)       | 54.º                      | Wilmar Paredes                                | 271.º    |

## Palmarés
Para años anteriores, véase Palmarés del Manzana Postobón Team

### Palmarés 2019

#### Circuitos Continentales UCI
| Fechas      | Circuito             | Carreras                          | Ganador         |
| 17 de marzo | UCI Asia Tour 2019   | 1.ª etapa del Tour de Taiwán      | Bryan Gómez     |
| 3 de mayo   | UCI Europe Tour 2019 | 1.ª etapa de la Vuelta a Asturias | Carlos Quintero |

## Plantillas
Para años anteriores, véase Plantillas del Manzana Postobón Team

### Plantilla 2019
| Corredor             | Nacimiento | Nacionalidad | Equipo 2018          |
| Juan José Amador     | 20/04/1998 | Colombia     | Manzana Postobón     |
| Luis Carlos Chía     | 18/02/1997 | Colombia     | Neoprofesional       |
| Jhojan García        | 10/01/1998 | Colombia     | Manzana Postobón     |
| Bryan Gómez          | 19/11/1994 | Colombia     | Holowesko Citadel    |
| Daniel Jaramillo     | 15/01/1991 | Colombia     | UnitedHealthcare     |
| Omar Mendoza         | 25/11/1989 | Colombia     | Medellín             |
| Diego Ochoa          | 05/06/1993 | Colombia     | EPM                  |
| Juan Felipe Osorio   | 30/01/1995 | Colombia     | Manzana Postobón     |
| Wilmar Paredes       | 05/09/1996 | Colombia     | Manzana Postobón     |
| Jordan Parra         | 19/04/1994 | Colombia     | Manzana Postobón     |
| Carlos Quintero      | 05/03/1986 | Colombia     | Orgullo Paisa        |
| Jhonatan Restrepo    | 28/11/1994 | Colombia     | Team Katusha-Alpecin |
| Aldemar Reyes Ortega | 22/04/1995 | Colombia     | Manzana Postobón     |
| Nicolas Sáenz        | 07/08/1997 | Colombia     | Neoprofesional       |
| Yecid Arturo Sierra  | 16/08/1994 | Colombia     | Manzana Postobón     |
| Bernardo Suaza       | 28/11/1992 | Colombia     | Manzana Postobón     |

1. 1 2 3 4 5 6 7 8 9 10 11 12 13 14 15  Hasta el 24 de mayo.
2. ↑  Hasta el 5 de abril.